# Franz-Josef Payrhuber
Franz-Josef Payrhuber (* 5. November 1942; † 6. März 2017 in Worms) war ein deutscher Autor und Pädagoge, der in der Lehreraus- und -weiterbildung tätig war.

## Leben
Payrhuber war Leiter des Fachbereichs Deutsch am Institut für Lehrerfort- und -weiterbildung (ILF) in Mainz. 1996/97 hatte er eine Vertretungsprofessur an der Universität-Gesamthochschule Kassel inne; danach war als Lehrbeauftragter an der Pädagogischen Hochschule Heidelberg für Literaturwissenschaft und -didaktik tätig. Payrhuber veröffentlichte zahlreiche literaturwissenschaftliche und -didaktische Aufsätze und Bücher, besonders zu Drama und Lyrik; ferner war er Mitherausgeber von Lesewerken für die Grundschule und eines Lexikons zur Kinder- und Jugendliteratur.

## Publikationen (Auswahl)
- Carl Zuckmayer in der Schule. Arbeitshilfen für Schule, Jugend- und Erwachsenenbildung. Mit Abbildungen im Text, Faksimiles und einem Lied "Ich kam aus dem Gefängnis" (Melodie: Willibald Franz). Stiftung Lesen, Mainz, 1996
- Wege zur Fabel. Freiburg: Herder Verlag, 1991. ISBN 9783451093135
- Bertolt Brecht. Literaturwissen für Schule und Studium Stuttgart, Reclam  ISBN 3150152070
- Friedrich Dürrenmatt: Die Physiker. (= Reclams Universal-Bibliothek. 15302; = Lektüreschlüssel für Schüler). Reclam, Stuttgart 2001, ISBN 3-15-015302-6
- Kurt Franz, Günter Lange, Franz-Josef Payrhuber (Hrsg.): Kinder- und Jugendliteratur. Ein Lexikon. Meitingen 1995–2009, 22. Ergänzungs-Lieferung Oktober 2004
- Josef Holubs Kinder- und Jugendromane in der Sekundarstufe I. Schneider-Verlag Hohengehren, Baltmannsweiler 2006, ISBN 3-8340-0082-5
- Bertolt Brecht: Der kaukasische Kreidekreis. Lektüreschlüssel. Stuttgart: Reclam, 2005. ISBN 9783150153512
- Jugendtheaterstücke der Gegenwart. Schneider Verlag, 2012. ISBN 9783834010971
- Gedichte entdecken. Schneider Verlag, 2015. ISBN 9783834015273